# Рогер Шмит
Рогер Шмит (на немски: Roger Schmidt) е бивш немски футболист и настоящ треньор по футбол.

## Кариера като футболист
Футболната кариера на Шмит преминава в долните немски дивизии и не е особено запомняща се.

## Кариера като треньор
От 1 юли 2004 г. до 30 юни 2007 г. е треньор на СК Делбрюкер, първоначално изпълнявайки ролята на играещ треньор.
От юли 2007 г. до март 2010 г. е старши треньор на Пройсен Мюнстер.
През сезон 2011/12 е треньор на отбора на Падерборн.
На 24 юни 2012 г. изненадващо е обявен за старши треньор на австрийския Ред Бул Залцбург, наследявайки на поста Рикардо Мьониц. През първия си сезон начело на отбора губи титлата, оставайки на второ място след Аустрия Виена. Вторият му сезон е далеч по-успешен, като отборът достига до 1/8–финал в Лига Европа през сезон 2013/14 и печели дубъл във вътрешното първенство.
Благодарение на тези успехи талантът му не остава незабелязан, и на 25 април 2014 г. ръководството на Байер Леверкузен обявява, че Шмит ще поеме отбора от следващия сезон. През първия си сезон начело на аспирините, Шмит извежда отбора до 1/8–финал в Шампионската лига през сезон 2014/15 и трето място в Бундеслигата. Уволнен е през март 2017 г. след поредица от 7 мача без победа.

## Успехи
Като треньор
 Ред Бул Залцбург
- Шампион на Австрия (1): 2013–14
- Носител на Купата на Австрия (1): 2013–14

 Гуан Пекин
- Носител на Купата на Китай (1): 2017–18

 ПСВ Айндховен
- Носител на Купата на Нидерландия (1): 2021–22

 Бенфика
- Шампион на Португалия (1): 2022–23
- Носител на Суперкупата на Португалия (1): 2023